# Sphex cristi
Sphex cristi là một loài côn trùng cánh màng trong họ Sphecidae, thuộc chi Sphex. Loài này được Genaro in Genaro and Juarrero miêu tả khoa học đầu tiên năm 2000.